# Geneviève Page
Pour les articles homonymes, voir Page.
Geneviève Page, née le 13 décembre 1927 à Paris et morte le 14 février 2025 dans la même ville, est une actrice française.

## Biographie
Née Geneviève Bonjean, elle est la fille du collectionneur Jacques-Paul Bonjean et la filleule de Christian Dior.
Elle est élève au lycée Racine (Paris). Après avoir suivi les cours de Tania Balachova, puis du Conservatoire national supérieur d'art dramatique de Paris, Geneviève Page fait ses débuts au théâtre en passant d’abord par la Comédie-Française, puis au TNP où elle joue notamment avec Gérard Philipe dans Lorenzaccio et Les Caprices de Marianne. Elle poursuit dans le répertoire classique au théâtre de l'Odéon dans des pièces comme Le Soulier de satin, Andromaque ou La Nuit des rois, etc.
Elle débute au cinéma en 1949, dans le film franco-allemand, Ce siècle a cinquante ans, réalisé par Denise Tual, Roland Tual et Werner Malbran. Le cinéma américain fait appel à elle dès le milieu des années 1950, pour incarner les Européennes raffinées ou les princesses majestueuses comme dans L'Énigmatique Monsieur D de Sheldon Reynols (avec Robert Mitchum), Le Bal des adieux de Charles Vidor et George Cukor (avec Dirk Bogarde) ou Le Cid (El Cid) d’Anthony Mann (avec Charlton Heston). Delmer Daves lui offre le rôle principal de son mélodrame Youngblood Hawke en 1964, mais le film est un échec et n'est même pas distribué en France. Elle joue également avec beaucoup de finesse Madame Anaïs dans Belle de jour (1967) de Luis Buñuel, l'ambiguë Gabrielle Valladon dans La Vie privée de Sherlock Holmes (1970) de Billy Wilder ou encore une veuve nymphomane dans Buffet froid (1979) de Bertrand Blier.
Au théâtre, elle incarne Petra von Kant dans l’adaptation française de l’œuvre de Rainer Werner Fassbinder, Les Larmes amères de Petra von Kant montée au Théâtre national de Chaillot, en 1980, qui lui vaut le prix de la meilleure comédienne du Syndicat de la critique. Parallèlement à ses activités de comédienne, elle dispense ponctuellement des cours d’art dramatique.
Elle reçoit, le 26 juillet 2013, à Puget-Théniers, le prix Reconnaissance des cinéphiles pour l'ensemble de sa carrière décerné par l'association « Souvenance de cinéphiles ».

### Vie privée
Geneviève Page épouse Jean-Claude Bujard, fondé de pouvoir de banque, avec lequel elle a deux enfants : Thomas et Adélaïde.
Elle est membre du comité d'honneur de l'Association pour le droit de mourir dans la dignité (ADMD).
Elle meurt à l'âge de 97 ans le 14 février 2025 à Paris. Ses obsèques se déroulent dans la matinée du 20 février en l'église Saint-Sulpice de la même ville, en présence entre autres de Jean-Michel Ribes, Michel Fau et Jean-Marc Barr. Elle est inhumée quelques jours après aux côtés de son époux au cimetière de Megève (Haute-Savoie).

## Théâtre

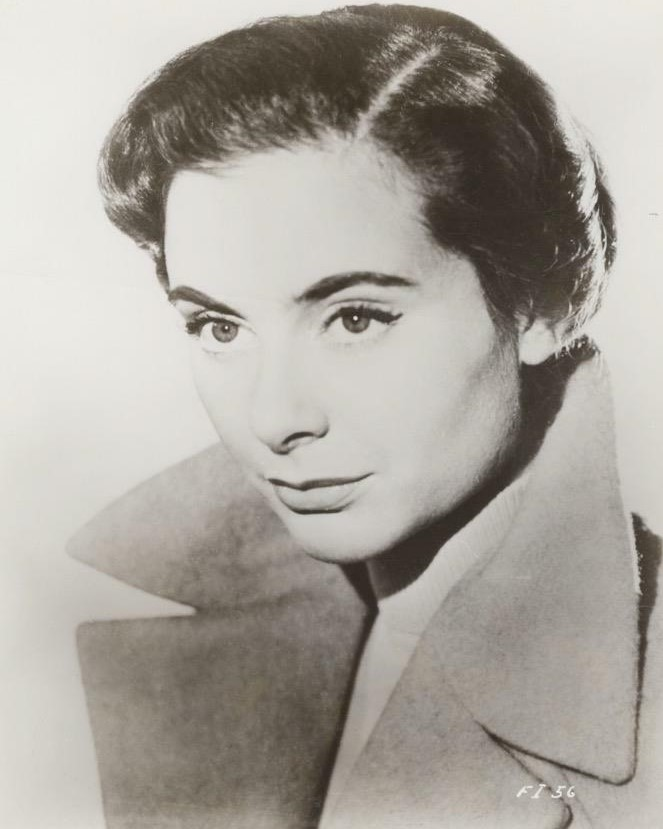
Geneviève Page vers 1956.

- 1952 : Les Compagnons de la marjolaine de Marcel Achard, mise en scène Yves Robert, théâtre Antoine
- 1953 : Désiré de Sacha Guitry, mise en scène de l'auteur, Théâtre royal du Parc
- 1954 : La Manière forte de Jacques Deval, mise en scène de l'auteur, théâtre de l'Athénée
- 1954 : L'École des femmes de Molière, studio des Champs-Elysées
- 1957 : Le Cœur volant de Claude-André Puget, mise en scène Julien Bertheau, théâtre Antoine
- 1958 : Les Caprices de Marianne d'Alfred de Musset, mise en scène Jean Vilar, TNP Festival d'Avignon
- 1958 : Lorenzaccio d'Alfred de Musset, mise en scène Gérard Philipe, TNP Festival d'Avignon
- 1960 : L'Heureux Stratagème de Marivaux, mise en scène Jean Vilar, TNP
- 1962 : Andromaque de Racine, mise en scène Jean-Louis Barrault, Odéon-Théâtre de France
- 1963 : Le Soulier de satin de Paul Claudel, mise en scène Jean-Louis Barrault, Odéon-Théâtre de France
- 1964 : La Fausse Suivante de Marivaux, mise en scène Roger Mollien, TNP-Théâtre national de Chaillot
- 1965 : Andromaque de Racine, mise en scène Jean-Louis Barrault, Festival international de Baalbeck
- 1966 : Ce soir à Samarcande de Jacques Deval, mise en scène Jean Piat, théâtre de Paris
- 1971 : Le Canard à l'orange de William Douglas Home, mise en scène Pierre Mondy, théâtre du Gymnase
- 1972 : Sous le vent des Iles Baléares, création de la Quatrième Journée de Le Soulier de satin de Paul Claudel, Compagnie Renaud-Barrault, Chapiteau de la Gare d'Orsay
- 1973 : Les fausses confidences de Marivaux, mise en scène Serge Peyrat, théâtre de la Ville
- 1974 : L'Odyssée pour une tasse de thé de Jean-Michel Ribes, mise en scène de l'auteur, théâtre de la Ville
- 1976 : Hedda Gabler d'Henrik Ibsen, mise en scène Jean Meyer, théâtre des Célestins
- 1976 : L'Échange de Paul Claudel, mise en scène Anne Delbée, théâtre de la Ville
- 1978 : L'aigle à deux têtes de Jean Cocteau, mise en scène Jean-Pierre Dusseaux, Théâtre de l'Athénée-Louis-Jouvet
- 1979-1980 : Les Larmes amères de Petra von Kant de Rainer Werner Fassbinder, mise en scène Dominique Quéhec, Théâtre national de Chaillot, théâtre Montparnasse
- 1984 : Angelo, tyran de Padoue de Victor Hugo, mise en scène Jean-Louis Barrault, théâtre Renaud-Barrault
- 1992 : Les Grandes Forêts de Geneviève Page, Petit Odéon
- 1994 : La Femme sur le lit de Franco Brusati, mise en scène Antonio Arena, Théâtre national de la Colline
- 1994 : La Source bleue de Pierre Laville, France Culture
- 1996 : Colombe de Jean Anouilh, mise en scène Michel Fagadau, comédie des Champs-Élysées
- 1998 : Les Grandes forêts de Geneviève Page, comédie des Champs-Élysées
- 1998 : Délicate Balance d'Edward Albee, mise en scène Bernard Murat, théâtre Antoine
- 1998 : Mère Courage et ses enfants de Bertolt Brecht, mise en scène Yves Pignot, Théâtre de l'Ouest parisien
- 2009 : Les Grandes Forêts de Geneviève Page, théâtre des Bouffes-du-Nord
- 2011 : Britannicus de Racine, mise en scène Michel Fau, Festival de théâtre de Figeac

## Filmographie

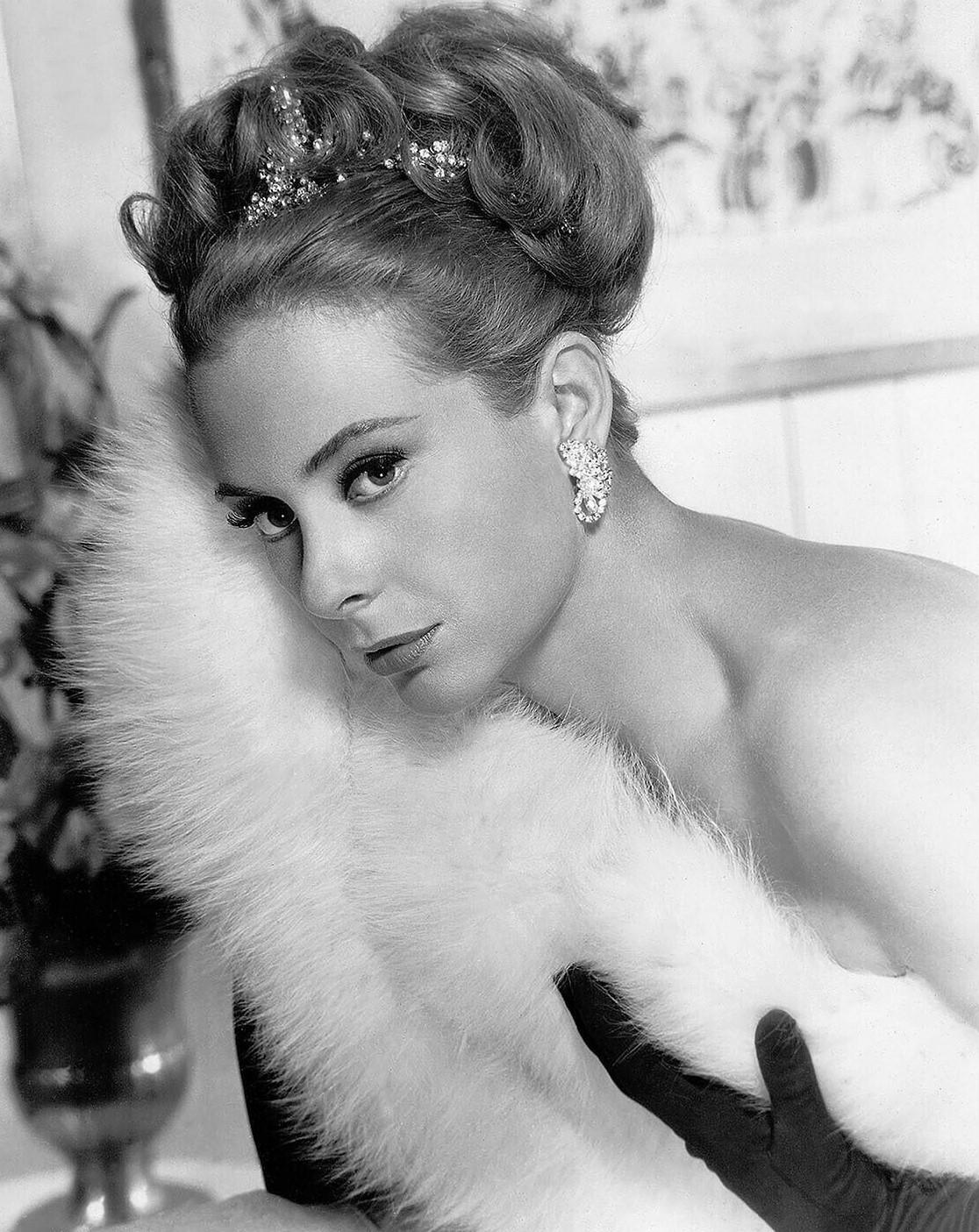
Geneviève Page dans une séance photo pour le film Youngblood Hawke (1964).

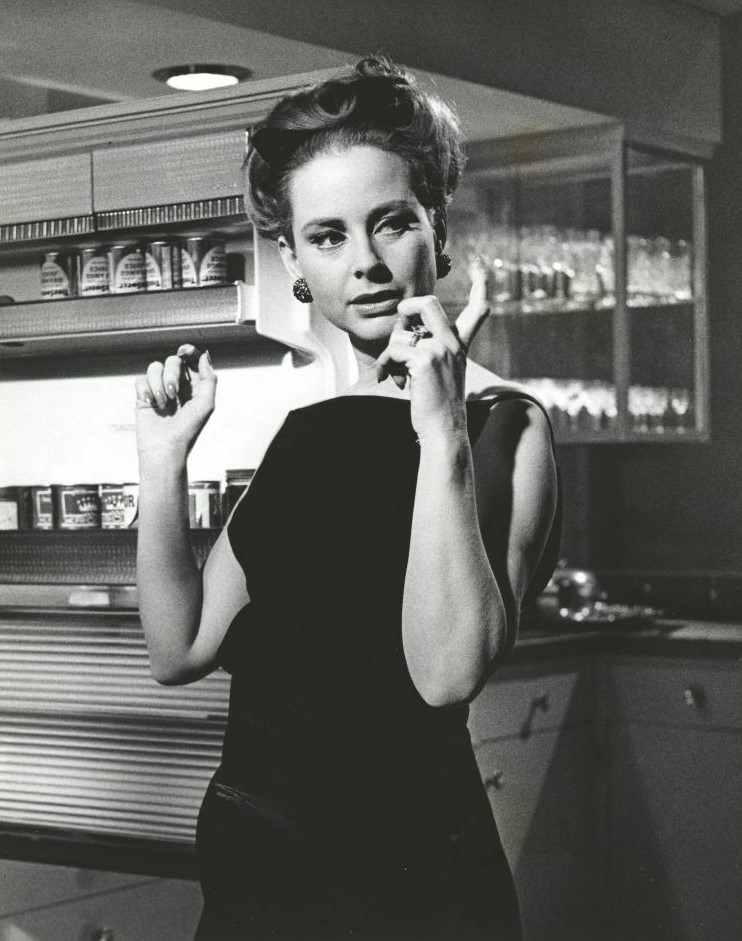
Geneviève Page en 1963.

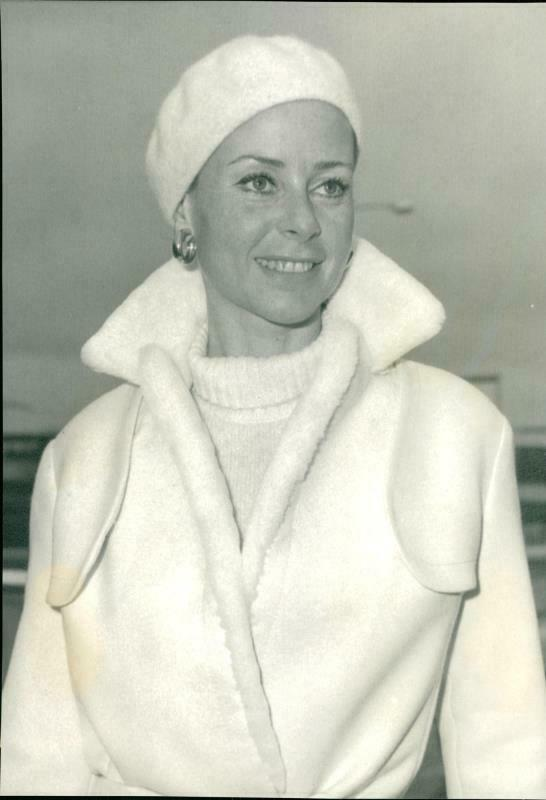
Geneviève Page en 1987.

### Cinéma
- 1949 : Ce siècle a cinquante ans de Denise Tual : elle-même
- 1950 : Pas de pitié pour les femmes de Christian Stengel : Carole de Norbois
- 1951 : Fanfan la Tulipe de Christian-Jaque : la marquise de Pompadour
- 1952 : Plaisirs de Paris de Ralph Baum : Violette
- 1953 : Lettre ouverte d’Alex Joffé : Colette Simonet
- 1953 : L'Étrange Désir de monsieur Bard de Géza von Radványi : Donata
- 1954 : Nuits andalouses (Noches andaluzas) de Maurice Cloche et Ricardo Blasco : Dominique de Bellecombe
- 1955 : Cherchez la femme de Raoul André : Barbara Van Looren
- 1956 : Michel Strogoff de Carmine Gallone : Nadia Fédor
- 1956 : L'Énigmatique Monsieur D (Foreign Intrigue) de Sheldon Reynolds : Dominique Danemore
- 1957 : Amour de poche de Pierre Kast : Édith
- 1957 : The Silken Affair de Roy Kellino : Geneviève Gérard
- 1958 : Guet-apens à Tanger (Agguato a Tangeri) de Riccardo Freda : Mary Bolevasco
- 1960 : Le Bal des adieux (Song Without End) de George Cukor et Charles Vidor : La comtesse Marie
- 1961 : Le Cid (El Cid) d’Anthony Mann : La princesse Urraca
- 1962 : Le Jour et l'Heure de René Clément : Agathe
- 1963 : Hommage à Debussy, documentaire de Marcel L'Herbier : elle-même
- 1963 : L'Honorable Stanislas, agent secret de Jean-Charles Dudrumet : Ursula Keller
- 1963 : Youngblood Hawke de Delmer Daves : Frieda Winter
- 1964 : Le Majordome de Jean Delannoy : Agnès des Vallières
- 1965 : Trois Chambres à Manhattan de Marcel Carné : Yolande Combes
- 1966 : Tendre Voyou de Jean Becker : Béatrice Dumonceaux
- 1966 : Grand Prix de John Frankenheimer : Monique Delvaux-Sarti
- 1967 : Belle de jour de Luis Buñuel : Madame Anais
- 1968 : Mayerling de Terence Young : La comtesse Larish
- 1968 : L'Amateur (Decline and Fall… of a Birdwatcher) de John Krish : Margot
- 1968 : Sacré Far West (A Talent for Loving) de Richard Quine : Delphine
- 1970 : La Vie privée de Sherlock Holmes (The Private Life of Sherlock Holmes) de Billy Wilder : Gabrielle Valadon
- 1970 : Les Gémeaux (Bröder Carl) de Susan Sontag : Karen Sandler
- 1971 : La Cavale de Michel Mitrani : Evremont
- 1972 : Décembre de Mohammed Lakhdar-Hamina : Béatrice de Saint-Mérand
- 1972 : Jean Vilar, une belle vie, documentaire de Jacques Rutman : elle-même
- 1979 : Buffet froid de Bertrand Blier : Geneviève Léonard
- 1982 : Mortelle Randonnée de Claude Miller : Madame Schmidt-Boulanger
- 1987 : Un sketch (Aria) , film à sketches, épisode Les Boréades de Robert Altman : Non créditée
- 1987 : Beyond Therapy de Robert Altman : Zizi
- 1987 : Cartes postales d'Italie (Cartoline italiane) de Memè Perlini : Silvana
- 1989 : Les Bois noirs de Jacques Deray : Nathalie Dupin
- 1992 : L'Inconnu dans la maison de Georges Lautner : Bernadette
- 1999 : Lovers de Jean-Marc Barr : Alice
- 2003 : Rien que du bonheur de Denis Parent : Martha Loncle

### Télévision

#### Téléfilms
- 1962 : La Nuit des rois de Claude Barma : Viola
- 1964 : La Chambre de Michel Mitrani : Eve
- 1991 : Les gens ne sont pas tous forcément ignobles de Bernard Murat : Simone, la mère de Pierre
- 2000 : Mémoires en fuite de François Marthouret : Jeanne Lemoyne

#### Séries télévisées
- 1966 : Corsaires et Flibustiers de Claude Barma : Mary Brown
- 1968 : ITV Playhouse, épisode Camille de John Frankau : Camille
- 1969 : A Touch of Venus, épisode The Hive (2.4) de Hal Burton : Madeleine
- 1975 : La Chasse aux hommes de Lazare Iglésis : Angèle de Vilborne
- 1976 : Shades of Green, épisode Chagrin in Three Parts (2.2) de Peter Hammond : Madame Dejoie
- 1984 : Péchés originaux, épisode Meurtre avec préméditation de Michel Mitrani : la baronne

## Distinctions

### Récompense
- Prix du Syndicat de la critique 1980 : meilleure comédienne pour Les Larmes amères de Petra von Kant

### Décoration
- Officier de la Légion d'honneur (31 décembre 2013)